# João Ítalo
João Ítalo (em italiano: Giovanni Italo; em latim: Johannes Italus; em grego: Ἰωάννης ὁ Ἰταλός; n. 1025 - m. 1082) foi um humanista, filósofo bizantino, aluno de Miguel Pselo (c. 1049), sucessor de seu mestre na Universidade de Constantinopla por volta de 1055 e amigo íntimo do imperador bizantino Miguel VII Ducas (1059-1090). Deu aulas para Teodoro de Esmirna (1050-1012) em Constantinopla. Participou junto com seu pai de uma campanha militar na Sicília antes de partir para Constantinopla em 1049 onde se dedicou ao estudos de Platão e dos neoplatonistas Filósofo bizantino do século XI, era natural da Calábria, e seu pai era um militar e mercenário. Como Pselo, hospedou-se durante algum tempo em um mosteiro da Bitínia.
De certa feita entrou em conflito com Romano IV Diógenes e foi condenado em 13 de Março de 1082 pelo patriarca Cosme I de Constantinopla por heresia.

## Vida
João Ítalo nasceu na Calábria, Itália, de onde seu nome é derivado. Era filho de um mercenário italiano insatisfeito, junto com alguns militantes sicilianos, com a submissão ao imperador bizantino, e levou o seu filho, ainda criança, que passou os seus primeiros anos, não numa sala de aula, mas em campos de batalha. Quando o comandante bizantino Jorge Maniaces, se revoltou contra Constantino X Ducas no ano de 1042, o pai de Ítalo fugiu de volta para a Itália levando seu filho, que depois de algum tempo partiu para Constantinopla. Ele já tinha feitos alguns conhecimentos, particularmente em relação à lógica. Em Constantinopla fez seus estudos com diversos professores, e por último teve aulas com Miguel Pselo, com quem, todavia, teve uma discussão, não conseguindo, segundo a historiadora Ana Comnena, penetrar nas sutilezas da sua filosofia, e notabilizando-se pela sua arrogância e espírito competitivo. Ele é descrito como uma figura de comando, sendo moderadamente alto e com largo tórax, cabeça grande, testa proeminente, amplas narinas e pernas bem torneadas.
Ele conquistou os favores do imperador Miguel VII Ducas (1071-1078) e de seus irmãos; e o imperador, ao contemplar a reconquista da parte bizantina da Itália, que contava com Ítalo em seu destacamento, e esperando tirar vantagens dos seus conhecimentos desse país, o enviou para Dirráquio; mas tendo-o observado em alguns atos de deslealdade, mandou que fosse retirado. Ítalo, ao saber disso, fugiu para Roma, de onde, com fingido arrependimento, obteve permissão do imperador para retornar a Constantinopla, onde ele se fixou no Monastério de Pege, atual Igreja de Santa Maria da Fonte, em Istambul. Com a expulsão de Pselo da capital, e a sua entrada forçada para a vida monástica, Ítalo conseguiu o título de Hypatos ton Philosophon, ou principal professor de filosofia; e exerceu a função com grandes destaques de conhecimento; embora tivesse mais habilidade em lógica e filosofia aristotélica do que em outros aspectos da ciência, e tinha pouca familiaridade com gramática e retórica. Ele era um apaixonado, e rude nos debates, não se abstendo sequer da violência pessoal; mas sabia reconhecer a sua impetuosidade, e pedir perdão quando necessário, desde que não houvesse mais sinal de embate. A sua escola era repleta de alunos, a quem ele expunha os escritos de Proclo e Platão, Jâmblico, Porfírio, e Aristóteles. A sua turbulência de espírito e arrogância parece ter sido infecciosa; pois Anna Comnena declara que muitas pessoas tiranas e sediciosas surgiram entre seus alunos; mas seus nomes não puderam ser declinados, eram, todavia, anteriores a ascensão de Aleixo I Comneno.
As perturbações que ocorreram com os ensinamentos de Ítalo atraíram a atenção do imperador aparentemente logo depois de sua ascensão; e ordenou que Ítalo, depois de um exame preliminar feito por Isaac Comneno (1005-1061), tio de Aleixo, fosse citado diante de uma corte eclesiástica. Embora protegido pelo patriarca Eustrácio Garidas, de quem ganhara simpatia, por pouco ele escapou da morte devido à violência da multidão de Constantinopla, e ele foi forçado, em público e de cara limpa, em 13 de Março de 1082 a se retratar e a anatematizar onze proposições, que corporificavam os sentimentos de que sentia possuir. Ele era acusado de ensinar a transmigração das almas, e de sustentar algumas opiniões errôneas com suas idéias, e ridicularizar o uso de imagens durante a adoração; e segundo relatos, ele conseguiu difundir suas heresias entre muitos dos nobres e oficiais do palácio, para grande tristeza do imperador ortodoxo. Não obstante a sua forçada retratação, ele continuou a inculcar seus sentimentos, até ser definitivamente excomungado e banido para o Monastério de Pege, apesar das tentativas do imperador de refrear seus impulsos. Porém, como demonstrou ele arrependimento, o anátema não foi pronunciado publicamente, nem em todo seu contexto. Posteriormente ele renunciaria a seus erros, e manifestaria a sinceridade de sua renúncia a tudo que acreditava.
Esses acontecimentos foram relatados por Ana Comnena, cuja ansiedade de exaltar a reputação do seu pai, e sua tendência em depreciar os povos da Europa Ocidental, impede que depositemos nela toda nossa confiança em suas declarações.

## Obras
Algumas obras de Ítalo foram perdidas:
1. Ἐκδόσεις εἰς διάφορα Ζητήματα, Expositiones in varias quas varii proposuerunt Quaestiones, Capp. xciii. s. Responsa ad xciii. Quaestiones philosophicas Miscellaneas. As questões foram propostas principalmente pelo imperador Miguel Ducas e seu irmão Andronicus.
2. Ἕκδοσις εἰς τὰ Τοπικά, Expositio Topicorum Aristotelis
3. Περὶ διαλεκτικῆς, De Dialectica
4. Μέθοδος ῥητορικῆς ἐκδοθεῖσα κατὰ σύνοψιν, Methodus Synoptica Rhetoricae, uma preciosidade da qual Anna Comnena faz inúmeras depreciações.
5. Epitome Aristotelis de Interpretatione
6. Orationes
7. Synopsis quinque vocum Porphyrii